# Sopot Open 2004
Il Sopot Open 2004 è stato un torneo di tennis giocato sulla terra rossa. È stata la 7ª edizione del Sopot Open, che fa parte della categoria International Series nell'ambito dell'ATP Tour 2004 e del Tier III nell'ambito nel WTA Tour 2004.
Si è giocato al Warszawianka Courts a Varsavia in Polonia,dal 9 al 15 agosto 2004.

## Campioni

### Singolare maschile
Rafael Nadal ha battuto in finale  José Acasuso con il punteggio di 6–3, 6–4

### Doppio maschile
František Čermák /  Leoš Friedl hanno battuto in finale  Martín García /  Sebastián Prieto con il punteggio di 2–6, 6–2, 6–3

### Singolare femminile
Flavia Pennetta ha battuto in finale  Klára Zakopalová con il punteggio di 7–5, 3–6, 6–3

### Doppio femminile
Nuria Llagostera Vives /  Marta Marrero hanno battuto in finale  Klaudia Jans-Ignacik /  Alicja Rosolska con il punteggio di 6–4, 6–3